# Pedro Borbón
Pedro Borbón Rodríguez (Mao, 2 de diciembre de 1946 - Pharr, 4 de junio de 2012) fue un lanzador dominicano que jugó en la Liga Mayor de Béisbol durante 12 temporadas (1969-1980) para cuatro equipos, incluyendo 10 temporadas con los Rojos de Cincinnati (1970-1979), jugando para dos equipos ganadores de Serie Mundial. Borbón era conocido principalmente por ser relevista, lanzando cuatro entradas y media sin permitir anotaciones durante la temporada de 1976 en la Serie de Campeonato de la Liga Nacional, cuando los Rojos ganaron la serie 3 por 0.
En julio de 2010, Pedro Borbón fue exaltado como uno de los nuevos miembros del Salón de la Fama de los Rojos de Cincinnati en una ceremonia realizada previo al partido de los Rojos contra Rockies de Colorado.
El hijo de Borbón, Pedro Borbón, Jr. también fue lanzador de Grandes Ligas desde 1992 hasta 2003, y jugó en el campeonato de la Serie Mundial con los Bravos de Atlanta en 1995.
Una leyenda urbana local en el equipo de Cincinnati cuenta que Borbón, indignado por ser cambiado por los Rojos en 1979, echó una maldición vudú a los Rojos que perduró hasta 1990. En 2002, Borbón admitió que se trataba de una broma.
Otra notable controversia que implica la participación de Borbón se produjo en 1973. Después de una tumultuosa pelea, Borbón comenzó a pelear con el lanzador de los Mets de Nueva York, Buzz Capra. Después de terminada la trifulca, Borbón accidentalmente se puso un sombrero de los Mets en su cabeza. Al darse cuenta de lo que había hecho, Borbón se quitó el sombrero y le arrancó un pedazo (al sombrero) con los dientes.

## Liga Dominicana
Borbón jugó en la Liga Dominicana para los Tigres del Licey donde tuvo excelentes salidas, terminando con récord de 56 ganados, 58 perdidos, 13 salvados, 3.11 de efectividad en 1,043.0 innings. Además 1,044 hits permitidos, 249 transferencias y 438 ponches.